# Morgan (Texas)
Pour les articles homonymes, voir Morgan.
Morgan est une petite ville située au nord de la partie centrale du comté de Bosque, au Texas, aux États-Unis,.

## Démographie
Lors du recensement de 2010, la ville comptait une population de 490 habitants. Elle est estimée, le 1er juillet 2019, à 482 habitants.

### Source de la traduction
- (en) Cet article est partiellement ou en totalité issu de l’article de Wikipédia en anglais intitulé « Morgan, Texas » (voir la liste des auteurs).